# Diaojiaquan
Il Diaojiaquan (刁家拳, Pugilato della famiglia Diao) o Diaojiajiao (刁家教, Insegnamento della Famiglia Diao) è uno stile di arti marziali cinesi classificabile come Nanquan diffuso nella provincia di Guangdong. Lo stile è stato tramandato nell'area di Xingningxian (兴宁县) da Diao LongKang (刁龙康) e Diao Hulong (刁火龙). Lo stile ha circa 200 anni di storia. 
Esso possiede 8 Taolu a mano nuda: Jinziquan (金字拳), Pinziquan (品字拳), Yuanziquan (圆字拳), Kouziquan (口字拳), Gongziquan (工字拳), Jingziquan (井字拳), Chuanyangquan (穿羊拳), Zhaojingquan (照镜拳). Cinque armi ed i seguenti esercizi in coppia (Duichai): guandao dui batou (关刀对钯头), dao dui dao (刀对刀), gun dui gun (棍对棍), gun dui deng (棍对凳), Kongshou dui dao (空手对刀).